# Бережна (Березницьке сільське поселення)
Бережна (рос. Бережная) — село в Устьянському районі, Архангельської області.

## Географія
Лежить у південній частині Архангельської області з відривом приблизно 36 км на північний схід по прямій від адміністративного центру району селища Жовтневий на лівому березі річки Устья.

## Історія
У 1859 тут в селі, що на той час було в складі Вельського повіту Вологодської губернії, було 19 дворів.

## Населення
- Чисельність населення: 130 осіб (1859 рік), 51 у 2002 році[2], 30 в 2010[3].